# St.-Silvester-Kapelle (Nußdorf-Debant)

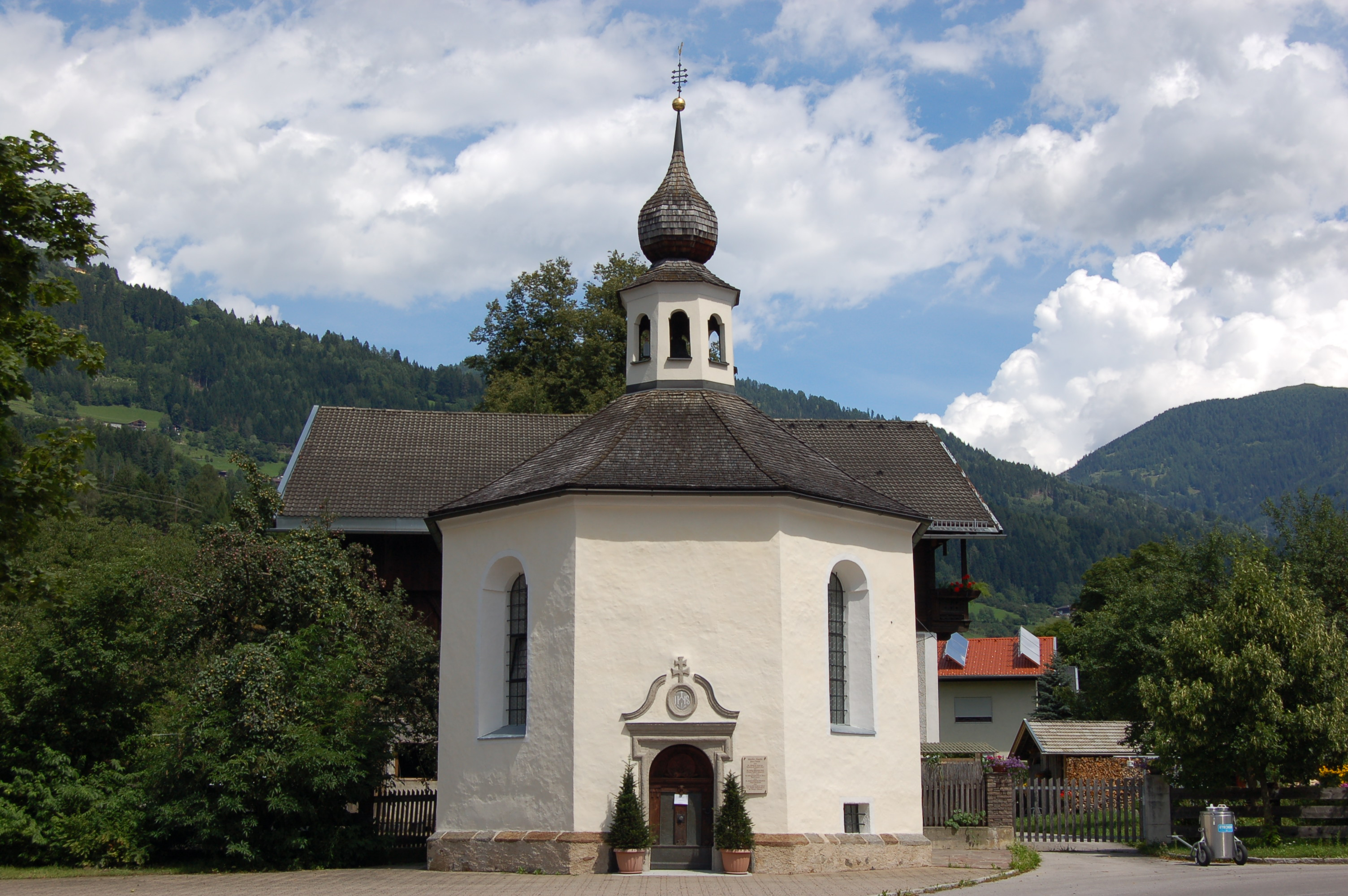
Sankt Silvester Kapelle Außen

Die Sankt Silvester Kapelle ist eine denkmalgeschützte (Listeneintrag) römisch-katholische Kapelle in der Gemeinde Nußdorf-Debant in Osttirol. Sie ist dem Heiligen Silvester geweiht.

## Geschichte
Die Kapelle liegt in der Nähe des alten Ortskerns von Debant und wurde 1670 errichtet. Der Überlieferung nach wurde sie von einem Freiherrn von Sternbach und einem Herrn von Staudach gestiftet. Der oktogonale Zentralbau wurde 1670 durch eine in diesem Zeitraum im Lienzer Raum wirkende Bauhütte ausgeführt. 1672 wurde in Oberlienz eine verkleinerte Ausgabe der Kapelle, das Trattnerstöckl, errichtet.

## Bauwerk

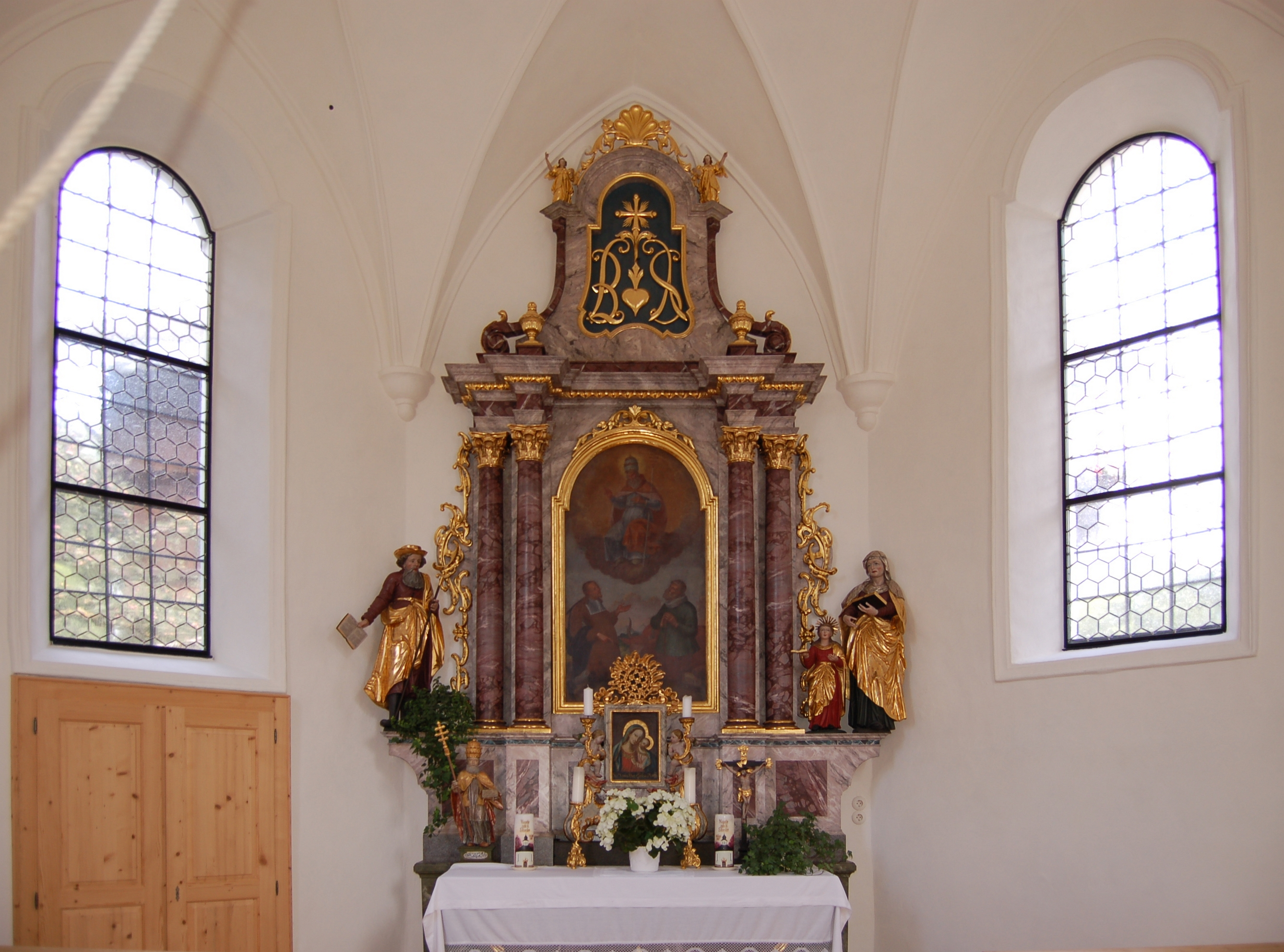
Innenansicht der Sankt Silvester Kapelle

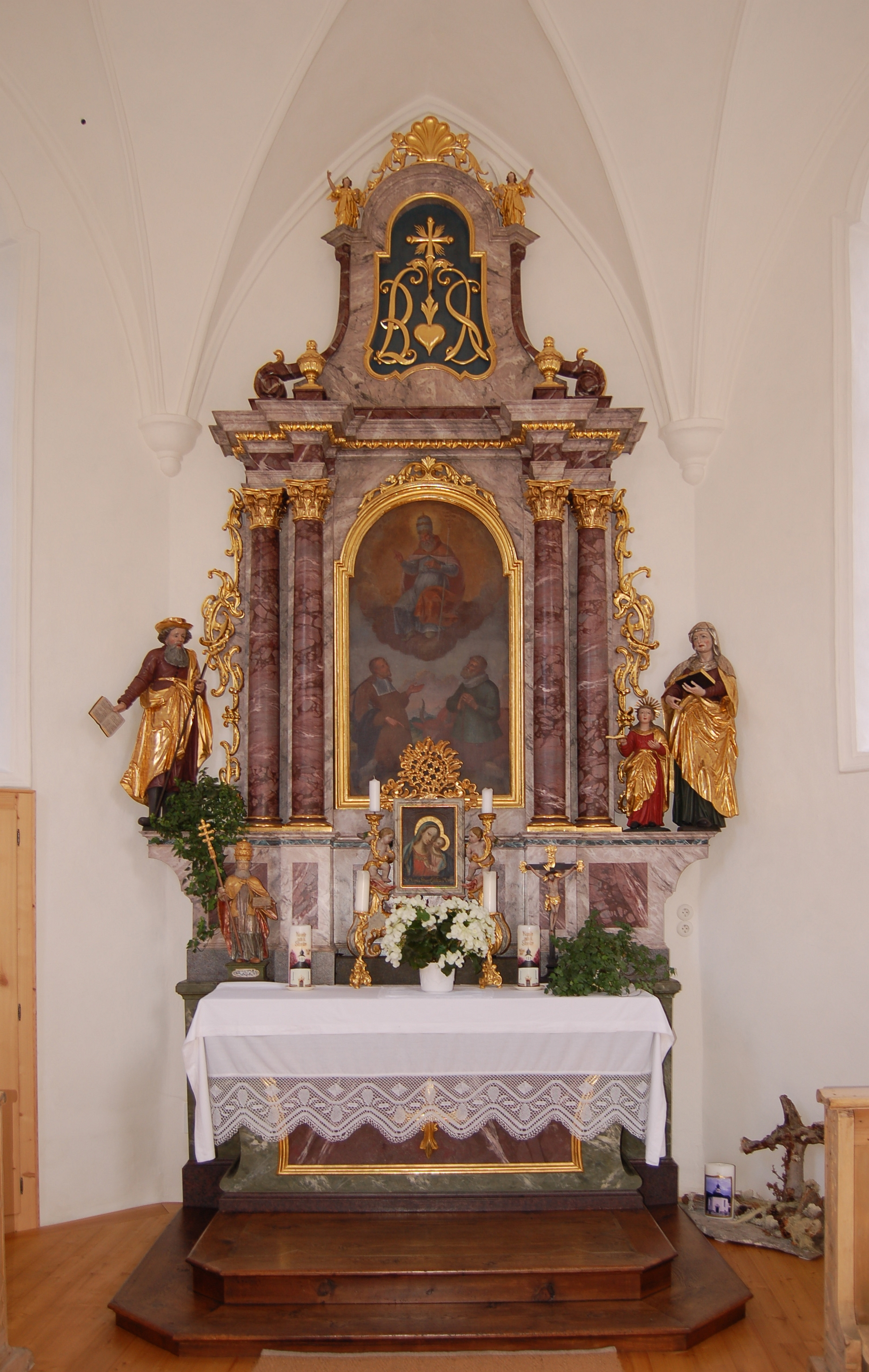
Altar der Kapelle

Die Sankt Silvester Kapelle ist ein achteckiger Bau mit einer acht Fenster umfassenden Laterne und einer Zwiebelhaube. Der Sockel aus Tuffstein umläuft das gesamte Gebäude, das Portal ist tuffsteingerahmt. An der Südseite der Kapelle befindet sich eine Sonnenuhr mit Datierung und den vermutlichen Namensinitialen der Stifter (D · S S. Silvester G S – 1670). Unter der Sonnenuhr liegt das Bildnis des heiligen Silvester.
Der Innenraum der Kapelle ist mit einem Kuppelgewölbe mit Stichkappen ausgeführt, die auf Konsolen ruhen. Die sternartige Stuckrippenstruktur, die mit kleinen Stuckrosetten verziert ist, wurde nach dem Vorbild des von Bartlmä Vierthaler angefertigten Langhausgewölbes der Kirche St. Michael in Lienz ausgeführt. Der Altar stammt aus der zweiten Hälfte des 17. Jahrhunderts und wurde im 19. Jahrhundert umgebaut. Er besteht aus einem Aufbau aus Säulen und Gebälk und verfügt über einen geschwungenen Aufsatz mit Knorpelwerkornament. Die Altarfassung aus Holz täuscht Marmor vor. Das Altarbild stellt die beiden Stifter mit dem heiligen Silvester dar. Der ebenfalls abgebildete Ochse soll auf die Gründungslegende der Kapelle Bezug nehmen. Demnach hätten die Stifter jeweils einen Ochsen besessen, die auf eine Alm getrieben worden waren. Nachdem ein Ochse abgestürzt war, stritten die beiden Stifter auf Grund der starken Ähnlichkeit der beiden Tiere, wem das überlebende Tier gehöre. Da sie zu keinem Ergebnis kamen, stifteten sie vom Erlös des Tieres das Grundkapital für die Kapelle.
Unter dem Altarbild befindet sich eine Kopie des Gnadenbilds Maria vom Guten Rat zu Genazzano aus der zweiten Hälfte des 18. Jahrhunderts. Das Gnadenbild ist mit einem Barockrahmen gerahmt und wird von zwei Leuchterengeln flankiert. Seitlich des Altars befinden sich zwei Statuen. Die linke Statue stellt den heiligen Joachim, die rechte Statue die heilige Anna mit Maria dar. Weitere Ausstattungselemente der Kapelle sind eine barocke Figur des heiligen Silvester sowie Kreuzwegstationen aus dem 18. Jahrhundert.